# К-480 «Ак Барс»
К-480 «Ак Барс» — советская и российская многоцелевая атомная подводная лодка проекта 971 «Щука-Б», заводской номер 821. Первая лодка проекта, заложенная и построенная на «Севмаше».

## История
3 мая 1984 года официально зачислена в списки кораблей ВМФ СССР.
Церемония закладки состоялась 22 февраля 1985 года. 16 апреля 1988 года спущена на воду. 29 декабря 1989 года введена в состав 24-й ДиПЛ 3-й ФлПЛ Северного флота.
24 июля 1991 года получила имя «Барс». В 1996 году подписан договор о шефстве с правительством Республики Татарстан. В 1998 году имя официально изменено на «Ак Барс» в честь одного из символов республики.
Из боевого состава ВМФ выведена 1 октября 2002 года, после чего передана в ОРВИ на долговременное хранение в губе Сайда.
В 2007 году отбуксирована на СРЗ «Звёздочка» для разделки на металлолом. 1 декабря 2008 года спущен военно-морской флаг и подводная лодка передана ОАО ЦС для утилизации.
В апреле 2009 года начались подготовительные работы к выгрузке отработанного ядерного топлива.
19 февраля 2010 года в 14.45  на утилизируемой подлодке в трюме третьего отсека во время проведения газорезательных работ начался пожар. Пострадавших не было, ОЯТ к этому времени было выгружено.
Конструкции К-480 были использованы при строительстве стратегической АПЛ «Владимир Мономах».

## Командиры
- 1986—1991: С. В. Ефременко
- 1991—1995: В. Г. Захаров
- 1995—1999: Ф. В. Еленин
- 1999—2000: К. Э. Онушков
- 2000—2003: В. П. Петрович
- 2004—2008: С. А. Герасименко